# Aza Tacho-Godiová
Aza Alibekovna Tacho-Godi (rusky А́за Алибе́ковна Та́хо-Го́ди, * 26. října 1922 v Machačkale, Dagestánská ASSR) je sovětská a ruská klasická filoložka, doktor filologických věd, bývalá partnerka filozofa Alexeje Loseva.

## Životopis
Narodila se v rodině revolucionáře darginské národnosti, který byl popraven v rámci stalinských čistek. V roce 1929 se rodina přestěhovala do Moskvy. Aza Tacho-Godi nastoupila do Moskevského průmyslového pedagogického institutu Karla Liebknechta. V roce 1944 následovala aspirantura na katedře klasické filologie Moskevského státního pedagogického institutu. Zde poznala Alexeje Loseva a jeho manželku, kteří ji nechali žít ve svém domě, protože v té době neměla kde bydlet. Losev se s ní oženil po smrti své první manželky v roce 1954.

## Ocenění
- Řád cti
- Zasloužilý profesor Lomonosovovy univerzity (1992)
- Zasloužilý vědec Ruské federace (1998)
- Čestné uznání prezidenta Ruské federace (2015)

## České překlady
- TACHO-GODIOVÁ, Aza Alibekovna, z ruštiny přeložila Tereza Javornická, 2018. O vzniku knihy věnované Vladimiru Solovjovovi. In: LOSEV, Alexej F. Vladimir Solovjov a jeho doba. Červený Kostelec: Pavel Mervart. Kniha vychází s finančním přospením Evangelické teologické fakulty Univerzity Karlovy. ISBN 978-80-7465-330-8. S. 13–18.